# Смешанная парная сборная Бельгии по кёрлингу
Смешанная парная сборная Бельгии по кёрлингу — смешанная национальная сборная команда (составленная из одного мужчины и одной женщины), представляет Бельгию на международных соревнованиях по кёрлингу. Управляющей организацией выступает Ассоциация кёрлинга Бельгии (нем. Belgisch Curling Bond, фр. Association Belge de Curling, англ. Belgium Curling Association).

## Результаты выступлений

### Чемпионаты мира
| Год       | Место          | Игры           | Победы         | Поражения      | Состав (женщина, мужчина, тренер)    |
| --------- | -------------- | -------------- | -------------- | -------------- | ------------------------------------ |
| 2008—2015 | не участвовали | не участвовали | не участвовали | не участвовали | не участвовали                       |
| 2016      | 41             | 5              | 0              | 5              | Melody Versele, Martijn Van De Walle |
| 2017—2018 | не участвовали | не участвовали | не участвовали | не участвовали | не участвовали                       |
| 2019      | 40             | 7              | 1              | 6              | Верле Геринкс, Дирк Хейлен           |
| 2020—2022 | не участвовали | не участвовали | не участвовали | не участвовали | не участвовали                       |

(данные отсюда:)

### Квалификационные турниры кчемпионатам мира
| Год       | Место          | Игры           | Победы         | Поражения      | Состав (женщина, мужчина, тренер)                           |
| --------- | -------------- | -------------- | -------------- | -------------- | ----------------------------------------------------------- |
| 2019/2020 | 14             | 6              | 2              | 4              | Верле Геринкс, Дирк Хейлен                                  |
| 2022/2023 | не участвовали | не участвовали | не участвовали | не участвовали | не участвовали                                              |
| 2023/2024 | 11             | 5              | 3              | 2              | Caro Van Oosterwyck, Jeroen Spruyt, Johanna Höß (тренер)    |
| 2024/2025 | 23             | 6              | 1              | 5              | Annemiek Huiskamp, Pim van Vlaenderen, Дирк Хейлен (тренер) |